# Srđan Muškatirović
Srđan Muškatirović (sr. Срђан Мушкатировић, ur. 10 kwietnia 1972) – serbski tenisista, reprezentant Jugosławii, uczestnik igrzysk olimpijskich w 1992. W rankingu ATP klasyfikowany był najwyżej na 317. miejscu w singlu oraz na 274. miejscu w deblu w 1993 roku.

## Kariera

### 1990–1992
W 1990 wystąpił w kwalifikacjach do turnieju wielkoszlemowego Australian Open. W pierwszej rundzie pokonał Australijczyka Seana Karama, jednak w drugiej uległ jego rodakowi Peterowi Doohanowi. W 1991 reprezentacja Jugosławii awansowała do półfinału Pucharu Davisa po wygranych ze Szwecją i Czechosłowacją. Z powodu rozpadu Jugosławii z udziału w grze zrezygnowali Chorwaci Goran Ivanišević i Goran Prpić. W rywalizacji przeciwko Francji odbywającej się w Pau zastąpili ich Muškatirović i Slobodan Živojinović. Jugosłowianie nie wygrali żadnego meczu przeciw Francuzom w składzie Fabrice Santoro, Guy Forget i Arnaud Boetsch.
Na przełomie stycznia i lutego 1992 wraz z Živojinoviciem, Nebojšą Đorđeviciem i Ałeksandarem Kitinowem rywalizował w pierwszej rundzie Pucharu Davisa przeciwko Australijczykom Richardowi Frombergowi, Wally’emu Masurowi, Johnowi Fitzgeraldowi i Toddowi Woodbridge’owi. Reprezentanci Jugosławii ponieśli porażkę. W maju 1992 roku Rada Bezpieczeństwa ONZ w rezolucji nr. 757 podjęła decyzję o niedopuszczeniu zespołów reprezentujących Federalną Republikę Jugosławii do rywalizacji na arenie międzynarodowej z powodu wojny w Bośni i Hercegowinie

### Igrzyska Olimpijskie 1992
Z powodu braku możliwości rywalizacji Jugosłowiańskich zespołów na arenie międzynarodowej, również na igrzyskach olimpijskich w 1992, sportowcy z tego kraju którzy wywalczyli kwalifikację olimpijską mogli startować jedynie jako niezależni uczestnicy igrzysk. Jednym z nich był Srđan Muškatirović. Rywalizację rozpoczął od 1/32 finału, która odbyła się w dniach 28-29 lipca. Zmierzył się w niej z Brazylijczykiem Jaimem Oncinsem, z którym przegrał po pięciu setach (6:7, 6:4, 1:6, 6:4, 1:6) i nie awansował tym samym do dalszej rundy. W końcowej klasyfikacji zajął 33. miejsce, ex aequo z innymi zawodnikami, którzy odpadli w pierwszej rundzie. Turniej olimpijski wygrał reprezentant Szwajcarii Marc Rosset.

### 1996
Wystąpił podczas US Open 1996 w grze podwójnej wraz z Amerykaninem Justinem Gimelstobem. Przegrali w pierwszej rundzie z Galbraithem i Henmanem 7:6, 7:5. W czerwcu wraz z reprezentacją Jugosławii rywalizował w Pucharu Davisa przeciwko Algierii. Wygrał z Algierczykiem 6:1, 6:2, 6:1, a jego rodacy odnieśli zwycięstwa we wszystkich meczach i awansowali do następnej rundy. Był to ostatni mecz Muškatirovicia w karierze.